# Xã Washington, Quận Washington, Iowa
Xã Washington (tiếng Anh: Washington Township) là một xã thuộc quận Washington, tiểu bang Iowa, Hoa Kỳ. Năm 2010, dân số của xã này là 7.936 người.

## Lịch sử
Thị trấn này được hình thành vào năm 1844.